# Raveau
Raveau is een gemeente in het Franse departement Nièvre (regio Bourgogne-Franche-Comté) en telt 674 inwoners (2009). De plaats maakt deel uit van het arrondissement Cosne-Cours-sur-Loire.

## Geografie
De oppervlakte van Raveau bedraagt 35,3 km², de bevolkingsdichtheid is 19,0 inwoners per km².

## Geschiedenis
Raveau bezit resten van prehistorische bewoning en een oude Gallo-Romeinse nederzetting. Er is een Romeinse muntenschat gevonden.
In 1471 wordt een watermolen vermeld, die draaide op het water van de Fontaine de La Vache en die viel onder de prior van La Charité-sur-Loire.
In de 18e eeuw stichtte de Meestersmid Pierre de la Chaussade de Koninklijke Smederijen van La Chaussade met bijgebouwen en een herenboerderij in La Vache. Zowel het ijzererts als het benodigde houtskool kwamen uit het bos van Bertranges. Men fabriceerde er de ankers voor de Koninklijke Marine. Het was in de 18e eeuw een belangrijk centrum van de ijzerindustrie, maar onder Napoleon III vielen deze activiteiten stil.
Het kasteel van Mouchy, gebouwd in de 18e eeuw, was eigendom van Markies de Vergennes, de zoon van de Minister van Buitenlandse Zaken onder Lodewijk XVI.
Raveau ligt op de pelgrimsroute van Vézelay naar Santiago de Compostella.
De onderstaande kaart toont de ligging van Raveau met de belangrijkste infrastructuur en aangrenzende gemeenten.

## Demografie
Onderstaande figuur toont het verloop van het inwonertal (bron: INSEE-tellingen).